# Chira superba
Chira superba is een spinnensoort in de taxonomische indeling van de springspinnen (Salticidae).
Het dier behoort tot het geslacht Chira. De wetenschappelijke naam van de soort werd voor het eerst geldig gepubliceerd in 1947 door Lodovico di Caporiacco.